# 淮南职业技术学院
淮南职业技术学院，为安徽省淮南市的一所公办全日制普通高等职业院校。

## 简介
学院占地625亩，建筑面积21.7万平方米，全日制在校学生1.2万余人。现有教职工472人，专任教师318人，副高以上职称126人。拥有全国优秀教师2名，省级教学团队7个，省级教学名师6名，省级教坛新秀6名，省级模范教师5名。

## 学院专业
学院现有机电工程系、能源工程系、信息与电气系、医学系、经济管理系、工程管理系、淮矿技师学院、思政部、继续教育部、基础部10个系部。设有30余个专业，其中国家重点专业1个，省级示范专业4个，省级特色专业9个。
- 国家重点专业（1个）：应用电子技术
- 省级示范专业（4个）：护理、矿山地质、电子商务、矿井通风与安全
- 省级特色专业（9个）：工程造价、矿山机电、电气自动化技术、煤矿开采技术、矿山机电设备维修与管理、建筑工程技术、机电一体化、会计、建筑装饰工程技术

## 引用文献
1. 1 2  .   [2016-08-08]. （原始内容存档于2016-04-19）.
2. ↑  .   [2016-08-08]. （原始内容存档于2016-07-31）.